# Aretiastrum
Aretiastrum es un género de plantas con flores perteneciente a la familia Valerianaceae, ahora subfamilia Valerianoideae según Angiosperm Phylogeny Website. Comprende siete especies descrita y de estas, solo 4 aceptadas.

## Taxonomía
El género fue descrito por Édouard Spach y publicado en Histoire Naturelle des Végétaux. Phanérogames 10: 304. 1841.

## Especies aceptadas
A continuación se brinda un listado de las especies del género Aretiastrum aceptadas hasta octubre de 2013, ordenadas alfabéticamente. Para cada una se indica el nombre binomial seguido del autor, abreviado según las convenciones y usos. 
- Aretiastrum aretioides (Kunth) Graebn.
- Aretiastrum aschersonianum Graebn.
- Aretiastrum imbricatum (Killip) Killip
- Aretiastrum maximum Graebn.